# Ian Buruma
Ian Buruma (Den Haag, 28 december 1951) is een Nederlandse sinoloog, japanoloog, journalist en publicist. Hij heeft talloze boeken geschreven over de Aziatische cultuur, met name die van Japan in de 20e eeuw, maar ook over de crisis in de democratie, de achtergronden van het islamitisch fundamentalisme en de nasleep van de Tweede Wereldoorlog. Buruma ontving in 2008 de Erasmusprijs. In mei 2017 werd hij benoemd tot hoofdredacteur van de New York Review of Books, een functie die hij slechts tot september 2018 heeft uitgeoefend. In 2019 werd hem de Gouden Ganzeveer toegekend.

## Levensloop
Ian Buruma groeide op in Den Haag als zoon van een Joods-Engelse moeder, Gwendolyn Margaret (Wendy) Schlesinger (1927-1970), zuster van de regisseur John Schlesinger, terwijl zijn Nederlandse vader, de advocaat mr. Sytze Leonard (Leo) Buruma (1923-2020), zoon was van een doopsgezinde predikant, Ybele Sytzes Buruma (1889-1969), die in 1916 als eerste doopsgezinde legerpredikant in Nederland werd. Ian Buruma is een neef van de Nederlandse jurist Ybo Buruma. Levensbeschouwelijk erkent Ian het "zeer oecumenische", "zeer liberale" en "zelfs linkse" karakter van zijn grootvaders doperse traditie in Nederland, maar zelf bekent hij zich tot geen enkele religie, hoewel hij zich er ook uitdrukkelijk niet tegen wil keren. De meeste affiniteit voelt hij met de familietraditie van het geassimileerde jodendom van zijn moeder.

### Japanse ervaringen
Buruma studeerde Chinees aan de Rijksuniversiteit Leiden en daarna Japanse film aan de Nihon Universiteit in Tokio. Over zijn jaren in Tokio publiceerde Buruma in 2018 de bundel Tokio mon amour, herinneringen aan een tijd waarin hij volop kennismaakte met homo-erotiek. Via een Amerikaanse journalist en filmmaker, Donald Richie, kwam hij terecht in de gay wereld van de Japanse hoofdstad. In de jaren zeventig werkte hij ook als acteur en danser (bij het ballet van Dairakudakan) in deze stad. Daarna wijdde hij zich aan het maken van filmdocumentaires en fotografie. 

### Journalistieke en academische loopbaan
In de jaren tachtig woonde hij zeven jaar in Hongkong en begon hij met zijn journalistieke werk. Aanvankelijk schreef hij met name over Azië.
Hij bekleedde diverse redactionele en academische posities en heeft verscheidene artikelen gepubliceerd in The New York Review of Books, The New Yorker, The New York Times, The Guardian, La Repubblica en NRC Handelsblad.
Buruma vervulde meerdere betrekkingen als fellow aan het Woodrow Wilson International Center for Scholars in Washington D.C. en het St. Antony's College aan de Universiteit van Oxford. In 2003 werd hij Luce Professor of Democracy, Human Rights & Journalism aan Bard College in Annandale-on-Hudson, New York. Sinds 2005 woont hij in New York.
In 2000 hield Ian Buruma in Leiden de Huizingalezing onder de titel 'De neoromantiek van schrijvers in exil'. In 2004 werd hem een eredoctoraat aangeboden door de Rijksuniversiteit Groningen. In 2008 werd hij benoemd op de Cleveringa wisselleerstoel van de Universiteit Leiden en ontving hij tevens de Erasmusprijs. In 2017 volgde hij na diens overlijden Robert B. Silvers op als hoofdredacteur van de New York Review of Books (NYRB).

### New York Review of Books affaire
Na minder dan anderhalf jaar hoofdredacteur van de NYRB te zijn geweest, kreeg Buruma in september 2018 te maken met aanrandings beschuldigingen rond de Iraans-Canadese televisiepersoonlijkheid Jian Ghomeshi. Deze was door een groep vrouwen beschuldigd van seksueel misbruik. Buruma bood hem de kans tot zelfreflectie in de NYRB, maar schatte kennelijk de politieke krachtsverhoudingen verkeerd in: het artikel werd een schandaal dat hem zijn baan als editor-in-chief kostte.

## Kenschets
Volgens het juryrapport van de Erasmusprijs "wordt het oeuvre van Buruma gevoed door een fascinatie voor de wereld aan gene zijde van de burgerlijke bekrompenheid en door ondogmatisch, kritisch denken."
In zijn essays in internationale bladen levert hij commentaar op ontwikkelingen in politiek, kunst en samenleving. Hij bespreekt de samenlevingen in Japan en China voor een breed lezerspubliek over een grotere wereld dan de Europese of Amerikaanse.
Buruma combineert in zijn stijl analyse, ironie, zowel identificatie als distantie. Hij ziet zichzelf meer als een beschouwende schrijver dan een activist. Het afstandelijke heeft hij, naar eigen zeggen, van zijn Britse moeder.
Rode lijn in de opvattingen van Buruma zijn de waardering van het publieke debat, het onderstrepen van het belang van democratische instellingen, de afwijzing van ideologieën en het benadrukken van de individuele verantwoordelijkheid.
Een rechtvaardige oorlog zorgt volgens Buruma nog niet voor een evenwichtige samenleving met vrede en vrijheid. 
Die moet komen van iedereen die serieus nadenkt en zich bezighoudt met politieke vraagstukken, van u en mij, schrijvers en journalisten, gewone burgers. Wij moeten de politiek aansturen. Ik vind dat in de politiek een zeker idealisme moet bestaan, anders is het alleen een vorm van management. En politiek moet meer zijn dan dat. Het is heel belangrijk dat mensen nadenken over hoe de wereld in elkaar zit en hoe we haar kunnen verbeteren. Vanuit conservatief oogpunt gaat het vooral om het vasthouden aan dingen die er al zijn. Daar moeten andere standpunten tegenover staan van hoe het misschien ook anders kan.
De crisis in de democratie is misschien wel groter dan de crisis in de economie. Mensen hebben steeds minder vertrouwen in de instituten en in het politieke bedrijf. Steeds meer mensen hebben het idee: 'het maakt toch niks uit'. Dan krijg je een gebrek aan vertrouwen in de democratie zelf en dan gaan mensen snel denken in termen als 'er is een sterke leider nodig', iemand die de rommel opruimt.— Buruma

## Religie
In zijn boek Taming the Gods, beschrijft Buruma de relatie tussen godsdienst en politiek in het Verenigd Koninkrijk, Nederland, Frankrijk, China, Japan en de Verenigde Staten. Zoals in zijn meeste boeken bestrijkt hij een breed scala aan onderwerpen: van de opkomst van de evangelisten in de 18e eeuw in de Verenigde Staten tot de explosie van 700 nieuwe godsdiensten in het naoorlogse Japan.
Met betrekking tot de islam duikt Buruma diep in de geschiedenis en komt onder meer tot de feitelijke vaststelling dat "het begrip democratie voor de meeste moslims geen nieuw of vreemd concept is." Verder stelt hij dat jihadistisch fanatisme dat voorkomt onder Europese moslimjongeren, "meer Europees is dan geïnspireerd op het Midden-Oosten, meer modern dan traditioneel, meer politiek dan religieus van aard is."
Andere uitspraak: 
Amerikaanse Christenen voelen zich soms meer verwant met conservatieve moslims dan met seculiere liberalen.— Buruma
De boodschap van het boek is vooral dat mensen respect moeten hebben voor elkaars geloof, maar tegelijkertijd benadrukt hij dat de gelovigen de democratische spelregels niet met voeten mogen treden.

## Oorlog
Centraal thema in het oeuvre van Buruma is de Tweede Wereldoorlog. Van jongs af aan hoorde hij de verhalen van zijn vader. Deze was ondergedoken, werd opgepakt, tewerkgesteld in Berlijn, overleefde bombardementen en ontsnapte aan executie door Russische soldaten.
Vanaf dat ik vrij klein was, heb ik uitvoerig alles gehoord wat mijn vader zich kon herinneren over zijn ervaringen in de oorlog. Net als veel mensen van mijn generatie was ik geïnteresseerd in die verhalen. Wij hebben zelf het geluk gehad dat we in vrijheid zijn opgegroeid, dat we dat drama niet hebben meegemaakt, dat we nooit zijn getest door een oorlog.— Buruma
Alle oorlogen vereisen een heldhaftig verhaal als bron van inspiratie voor soldaten om hun levens te wagen of, na de oorlog, de overlevenden het gevoel te geven dat ze niet voor niets hebben geleden of zijn gestorven. In deze zin zijn over de Tweede Wereldoorlog talloze boeken verschenen over de strijd van de Geallieerden om Hitler ten val te brengen, de processen van Neurenberg tegen oorlogsmisdadigers en de veldslagen in de Pacific.
In 1945-biografie van een jaar geeft Buruma, aan de hand van persoonlijke verhalen, brieven en dagboeken, een beeld van de onmiddellijke gevolgen van de oorlog, in Europa, Amerika, Azië en de Sovjet-Unie. Door zijn kennis van zes talen was hij in staat om vele bronnen aan te boren.
In 1945 toont Buruma aan dat de werkelijke nasleep van de oorlog gecompliceerder verliep. Zo ontdekten historici dat duizenden vrouwen in Frankrijk door Amerikaanse soldaten zijn verkracht, dat het dodental onder Duitse burgers, als gevolg van de geallieerde bombardementen, zonder militaire noodzaak, enorm opliep. Ook werden Sovjetkrijgsgevangenen na de oorlog in veewagons gedeporteerd naar de Sovjet-Unie, hoewel de Amerikanen konden weten dat zij gedood zouden kunnen worden of naar de goelags gestuurd. Britse en Amerikaanse soldaten lieten, onbedoeld, duizenden bevrijde concentratiekampslachtoffers sterven door hen in één keer veel meer voedsel te geven dan hun verschrompelde ingewanden konden verteren.
Buruma beschrijft dat de roes van democratie en bevrijding na de Tweede Wereldoorlog samenviel met een sterk herlevend kolonialisme. Nadat Algerijnse Arabieren op V-dag (8 mei 1945) relletjes waren begonnen om gelijke rechten te eisen, stuurde de Franse gouverneur-generaal een elite-infanterieregiment naar de toenmalige kolonie om de opstand de kop in te drukken. Hetzelfde regiment had net deelgenomen aan de slotaanval op Duitsland.
Toch is de eindconclusie van het boek niet somber. Buruma schrijft
In de vlaag van idealisme uit 1945 is de basis gelegd voor de Verenigde Naties, de Europese Unie en de voorbeeldfunctie van de Amerikaanse democratie.— Buruma"

## Occidentalisme
Samen met Avishai Margalit publiceerde Buruma in 2004 het boek Occidentalisme (Het westen in de ogen van zijn vijanden), een analyse van de haat tegen het Westen van groeperingen als Al Qaida. Hij betoogt dat de bron van de woede van dit soort bewegingen vaak in het westen zelf ligt. Occidentalisme is het gedachtegoed dat gelovige en traditionele boerengemeenschappen plaatst tegenover ontwortelde, goddeloze en decadente steden vol prostitutie en frivoliteit in het Westen. Die stadse verloedering zou gevoed worden door rationaliteit, wetenschap, handel en egoïsme en ten koste gaan van ouderwetse onbaatzuchtigheid en zelfopoffering voor het volk. Materialisme vervangt idealisme.
Het onmenselijke beeld van het Westen, zoals dat door zijn vijanden wordt beleden, is wat wij occidentialisme hebben genoemd. Het is onze bedoeling om in dit boek deze verzameling vooroordelen te onderzoeken en de historische oorsprong ervan te achterhalen. Het is duidelijk dat deze vooroordelen niet als een typisch islamitisch probleem kunnen worden uitgelegd.— Buruma
Volgens Buruma en Margalit is het occidentalisme van oorsprong een rechtse reactie op de opkomst van het kapitalisme na de Verlichting en de Franse Revolutie. Er loopt een occidentalistische rode draad van de Duitse Romantiek begin 19e eeuw, via het tsaristische Rusland met zijn dromen over de Russische volksziel, naar allerlei nationalistische en fascistische ideologieën in de 19e en 20e eeuw, overal ter wereld.
De bedoeling van dit boek is niet om munitie te verzamelen in een wereldwijde oorlog tegen het terrorisme en evenmin de vijanden van het Westen te demoniseren. Het gaat ons erom inzicht te krijgen in wat het occidentalisme beweegt en aan te tonen dat de zelfmoordcommando’s en heilige soldaten van vandaag niet lijden aan een unieke pathologie, maar dat zij worden aangevuurd door ideeën die een geschiedenis hebben.— Buruma

## Publicaties
In het Engels:
- The Japanese Tattoo (1980) met Donald Richie
- Behind the Mask: On Sexual Demons, Sacred Mothers, Transvestites, Gangsters, Drifters, and Other Japanese Cultural Heroes (1983)
- Tokyo: Form and Spirit (1986) met James R. Brandon, Kenneth Frampton, Martin Friedman, Donald Richie
- God's Dust: A Modern Asian Journey (1989)
- Great Cities of the World: Hong Kong (1991)
- Playing the Game (1991), roman
- The Wages of Guilt: Memories of War in Germany and in Japan (1994)
- Geisha: The Life, the Voices, the Art (1998) met Jodi Cobb
- Voltaire's Coconuts, or Anglomania in Europe (1998)
- The Missionary and the Libertine: Love and War in East and West, 2000
- Bad Elements: Chinese Rebels from Los Angeles to Beijing (2001)
- Inventing Japan: From Empire to Economic Miracle 1853-1964 (2003)
- Occidentalism: The West in the Eyes of Its Enemies (2004) met Avishai Margalit
- Murder in Amsterdam: The Death of Theo Van Gogh and the Limits of Tolerance (2006)
- Taming the Gods: Religion and Democracy on Three Continents (2010)
- Year Zero: A History of 1945 (2013)
- Their Promised Land: My Grandparents in Love and War (2016)

In het Nederlands:
- Buigzame emoties: Japanse ervaringen (1981)
- De spiegel van de zonnegodin (1984)
- Gods gruis: een reis door het moderne Azië (1989)
- De regels van het spel (1991)
- Het loon van de schuld: herinneringen aan de oorlog in Duitsland en Japan (1994)
- The missionary and the libertine: love and war in East and West (1996) / Oosterse arcadiën
- Anglomanie (Atlas, 2000)
- De uitvinding van Japan (de Bezige Bij, 2003)
- Occidentalisme. Het Westen in de ogen van zijn vijanden, met Avishai Margalit, Atlas, 2004, ISBN 9045004097, ISBN 9789045004099
- Dood van een gezonde roker (Atlas, 2006)
- God op zijn plaats: Het kruispunt van religie en democratie  (Atlas, 2010)
- Grenzen aan de vrijheid. Van de Sade tot Wilders (Stichting Maand van de Filosofie 2010)
- 1945: biografie van een jaar (2013)
- Hun beloofde land: mijn grootouders in tijden van liefde en oorlog (2016)
- Tokio, mon amour (2018)